# Trichestra chinensis
Trichestra chinensis là một loài bướm đêm trong họ Noctuidae.